# Old Forge
Old Forge è un comune (borough) degli Stati Uniti d'America, situato nello stato della Pennsylvania, nella contea di Lackawanna.

### Gemellaggi
- Felitto